# Edward D. Freis
Edward David Freis (* 13. Mai 1912 in Chicago, Illinois; † 1. Februar 2005) war ein US-amerikanischer Mediziner, bekannt für klinische Studien zu Bluthochdruck.
Freis war der Sohn litauischer Einwanderer und studierte an der University of Arizona mit dem Bachelor-Abschluss 1936 und Medizin an der Columbia University mit dem M.D.-Abschluss. Nach Tätigkeit als Assistenzarzt (Internship) an Kliniken in Boston ging er zum Army Air Corps und leitete 1942 bis 1944 das Labor auf der Lincoln Air Force Base und danach das Forschungsprogramm über rheumatisches Fieber. Nach dem Krieg setzte er die Fachausbildung mit einer Residency am Evans Memorial Hospital in Boston bei Robert W. Wilkins fort. Er wandte sich der Forschung im Bluthochdruck zu bei der United States Veterans Affairs Administration (VA) in Washington, D.C. Gleichzeitig lehrte er an der Georgetown University, wo er später Direktor des Cardiovascular Research Laboratory und Leiter der Bluthochdruck-Klinik war. 1949 wurde er Assistant Chief des Medical Service des VA und 1953 dessen Leiter. 1959 wurde er zum Senior Medical Investigator bei der VA befördert.
In den 1950er und 1960er Jahren führte Freis klinische Studien durch, die die Gefährlichkeit von Bluthochdruck belegten, zum Beispiel durch erhöhtes Risiko für Schlaganfall und Herzversagen. 1954 veröffentlichte er eine Studie über die Wirkung von Reserpin bei Bluthochdruckpatienten. 1964 bis 1969 leitete er eine fünfjährige Studie (die Veterans Administration Cooperative Study on Antihypertensive Agents), die zeigte, dass blutdrucksenkende Mittel Schlaganfälle und Herzkrankheiten (sowie Nierenschäden) vermeiden helfen konnten. Sie war eine der ersten groß angelegten randomisierten multi-institutionellen Doppelblindstudien in den USA. 1971 erhielt er dafür den Lasker~DeBakey Clinical Medical Research Award.

## Schriften
- mit Gina Kolata The high blood pressure book, Sausalito: Painter Hopkins 1979
- Beiträge zu John H. Moyer (Hrsg.) Hypertension, Saunders 1959